# Simon Gogräve
Simon Gogräve oder Gogreve (* 1593 in Minden; † 7. Novemberjul. / 17. November 1648greg. in Bremen) war ein erzbischöflich bremischer Rat und verdischer Vizekanzler.

## Leben

### Herkunft
Simon Gogräve entstammte dem westfälisch-waldeckschen Adelsgeschlecht der Gaugreben. Sein Vater war Bernhard Gogreve (* um 1569; † nach 1611) aus Minden oder Oldendorf unter Schaumburg, ein „illegitimer“ Sohn des römisch-katholischen Klerikers Georg Gogreve (* um 1534; † 1575/76). Bernhard Gogreve erbte ein Haus bei St. Johann in Minden und einen der zwölf Edelhöfe (Burgmannenhöfe) in Oldendorf. Er war seit 1593 Brauer in Minden und Notar (Notarius publicus Caesareus), verheiratet mit Künna (Kunigunda) Greifenstroh (Griepenstro) († nach 1600).

### Ausbildung

#### Studium in Helmstadt, Marburg und Gießen
Nach dem Besuch der Lateinschule in Herford bezog Simon Gogräve am 29. März 1610 die Universität Helmstedt. Als Simon Gogrevius Minda Westphal. schrieb er sich am 18. September 1613 in die Matrikel der Universität Marburg ein, und am 28. September 1614 immatrikulierte er sich in Gießen, wo er Rechtswissenschaft und evangelische Theologie studierte. Simon Gogräve war ein Schüler von Balthasar Mentzer d. Ä. Im März 1618 erfolgte Gogräves juristische Doktorpromotion mit einer zivilrechten Disputation über Fragen der Pandektenexegese. Zwei Monate danach brach der Dreißigjährige Krieg aus.

#### Informator der Junggrafen von Solms-Hohensolms-Lich
Auf die Empfehlung von Balthasar Mentzer d. Ä. hin wurde Simon Gogräve Informator (Hauslehrer) der Junggrafen Otto Sebastian (1614–1632) und Ludwig Christoph von Solms-Lich (1618–1650). Sie waren Söhne des Grafen Ernst II. von Solms-Hohensolms-Lich (1565–1619) und der Gräfin Anna von Mansfeld (1580–1620). 1619 – nach dem Tode Graf Ernsts II. – wohnte Otto Sebastian mit seinem Lehrer in Mentzers Haus in Gießen. Als der Marburger Student Johann Pfeil aus Minden im Mai 1620 in Gießen gewaltsam zu Tode kam, beteiligte sich Simon Gogreve mit einem Epicedium (Trauergedicht) an einer akademischen Gedenkschrift. Auch zu den Disputations-Festschriften für Wilhelm Anton von Freudenberg (* um 1597; † nach 1637) aus Marburg und Justus (Jobst) d. Ä. von Dransfeld (* um 1592; † 1679) aus Göttingen steuerte er Gedichte bei.
Gogreve veröffentlichte 1620 eine wissenschaftliche Untersuchung der „theologisch-politischen“ Frage, ob es ein kriegerisches Widerstandsrecht (armis defendi ius) gegen die Verhinderung der Religionsausübung durch die Obrigkeit gebe.

### Advokat in Minden
Nach Studium und Tätigkeit als Hauslehrer arbeitete Simon Gogräve als Advokat in Minden. 1624 heiratete er Anna Hinrichking.

### Verwaltungsjurist

#### Stift Minden
Herzog Georg von Braunschweig-Lüneburg, der das von kaiserlichen Truppen besetzte Minden als schwedischer General im Sommer 1634 belagert und erobert hatte, ernannte Simon Gogräve zum Kanzleirat im Stift Minden. In einem Prozess von Graf Otto zur Lippe gegen seinen Neffen Graf Simon Ludwig zur Lippe um Schatzungen und andere Fragen führten der braunschweigisch-lüneburgische und mindische Rat zu Petershagen Jonas Riese († 1634) und Simon Gograve im Mai 1634 in Lemgo als Kommissare des Reichskammergerichtes ein Zeugenverhör durch, um den Inhalt eines mit Ottos Bruder Graf Simon VII. zur Lippe († 1627) geschlossenen Vergleichs festzustellen. Bei dem Verhör im Lemgoer Rathaus wirkten die kaiserlichen Notare Caspar Langen und Hermann Schmackepeper (Schmackpfeffer) (* 1596; † vor 1661) mit. Befragt wurden Drost Hans Adam von Hammerstein (1579–1653) zu Equord, Levin Moritz (d. Ä.?) von Donop und Kammersekretär Walter Busch (1579–1641), die drei ehemaligen Schiedsleute, die den Vergleich vermittelt hatten.

#### Haus Schleswig-Holstein-Sonderburg-Beck
1636 war Simon Gogrewe Verwalter von Haus Beck und Rat des Herzogs Johann Christian von Schleswig-Holstein-Sonderburg-Beck (1607–1653), der ihn und Dietrich Costede mit einer Prozessführung gegen Anton Fürstenau („Dr. Fürstenow“) beauftragte.

#### Stadt Minden
Am 2. Januar 1638 wurde er als Nachfolger seines späteren Schwiegervaters Heinrich Grave (* 1589; † 1640 oder eher 1642), der dieses Amt neun Jahre lang versehen hatte, für drei Jahre Syndikus der Stadt Minden. Sein Nachfolger wurde 1641 Conrad Hoyer.
Gegen Johann Büsing († nach 1643), den Amtmann und Vorwerkpächter der Grafen vom Nassau-Dietz und Spiegelberg zu Coppenbrügge, erwarb Simon Gogrebe eine Schuldforderung.

#### Stifte Bremen und Verden
Seit 1641 amtierte Gogräve unter dem protestantischen Erzbischof Friedrich II. von Schleswig-Holstein-Gottorf, Prinz von Dänemark, als erzbischöflich bremischer Rat und verdischer Vizekanzler. Er folgte in dieser Funktion wiederum Heinrich Grave, der das Amt bis 1640 ausgeübt hatte. Erzbischöflich bremischer Kanzler war Dietrich Reinkingk, der Gogräve aus seiner Zeit in Gießen bekannt war.
Im April 1643 wurden der bremische Landdrost Caspar Schulte (1590–1657) und der verdische „ViceCantzler D. Simon Gogrewe“ zu einer vertraulichen Konferenz über fürstliche „Heurathssachen“ mit dem calenbergischen Räten Großvogt Thomas Grote (1548–1657), Kanzler Anton Affelmann (1599–1651) und Kammer-Präsident Friedrich Schenck von Winterstädt des Herzogs Christian Ludwig von Braunschweig-Lüneburg nach Walsrode abgeordnet. Dort wurde die Heirat von Christian Ludwigs Schwester Sophie Amalie von Braunschweig-Calenberg mit Erzbischof Friedrich II. vorbereitet, die am 1. Oktober stattfand. Das Erzbistum Bremen und das Bistum Verden wurden 1645 am Ende des Dreißigjährigen Krieges von Schweden erobert. Erzbischof Friedrich II. bestieg 1648 als Frederik III. den Thron von Dänemark und Norwegen.

### Hexenprozess in Verden
1648 votierte Simon Gogräve als Gutachter in einem Hexenprozess in Verden zugunsten der Beschuldigten Catharine Wolpmann und Franz Panning († um 1663) und befürwortete ihre Haftentlassung gegen Kaution. Der schwedische Feldprediger Johann Seifert (* um 1605/10; † nach 1649) unterstütze die Kritik am Verdener Prozess, indem er die 1631 anonym erschienene Cautio Criminalis von Friedrich Spee erstmals ins Deutsche übersetzte und das Werk dem schwedischen Gouverneur von Bremen und Verden Hans Christoph von Königsmarck widmete. Sein Nachwort schließt mit den Worten: „Gott stehe den Unschuldigen bey, und eröffne den Obrigkeiten jhre Augen.“ Der Verdener Magistrat holte weitere Gutachten bei den Universitäten Rinteln und Helmstedt ein. Das Gutachten der Juristenfakultät zu Rinteln vom 5. August 1648 wies auf gravierende Verfahrensfehler hin. Königin Christina von Schweden untersagte schließlich anlässlich dieses Vorgangs alle Hexenprozesse in ihren deutschen Provinzen.

### Letzte Monate und Tod
Im Juli 1648 nahm Gogreve an der Hochzeit seiner Tochter Helena Gertrud in Minden teil. Durch den Westfälischen Frieden vom 14. Oktoberjul. / 24. Oktober 1648greg. wurde das neugebildete Herzogtum Bremen-Verden in Personalunion mit dem Königreich Schweden verbunden. Simon Grogräve starb drei Wochen später „unvermuthlich“ nach kurzer Bettlägerigkeit einen schmerzlosen, „sanften Todt“ an totalis corruptio epatis (Leberversagen) und wurde am 21. Novemberjul. / 1. Dezember 1648greg. im Bremer Dom beigesetzt. Sein Nachfolger für Verden war – in einer staatsrechtlich geänderten Situation – Johann Stucke, der 1649 Kanzler der vereinigten Herzogtümer Bremen und Verden wurde.

## Familie
Simon Gogräve heiratete am 24. Oktoberjul. / 3. November 1624greg. in erster Ehe Anna Hinrichking († 26. Apriljul. / 6. Mai 1638greg.), eine Tochter des stiftmindischen Amtmanns zu Hausberge und  Petershagen Johann Heinrichking (Heinrickingh; Hinderking) († nach 1649). Nach dem Tod seiner ersten Frau schloss er 1644 eine zweite Ehe mit Catherina-Elisabeth Grave (1620–1684), Tochter des Verdener Vizekanzlers Heinrich Grave (* 1589; † 1640 oder 1642) und der Anna Maria Wolff von Todenwarth (1598–1647). Simon Gogräve starb, nachdem seine „Vorfahren über hundert und mehr Jahr“ in der Stadt Minden „das Burger-Recht gehabt,“ als „nunmehr des Nahmens der letzte“. Seine Witwe, eine Schwägerin des Mindener Bürgermeisters Hans Heinrich Borries (1608–1675), heiratete den Juristen Theophil (Gottlieb) Schreiber (1625–1685) aus Minden.
Mit Anna Hinrichking hatte Simon Gogräve sechs Töchter und drei Söhne, von denen 1648 noch vier Töchter lebten.
1. Helena Gertrud Gogreve (* 1625/30; † nach 1683),[44]
⚭ 20. Julijul. / 30. Juli 1648greg. in Minden Dietrich (Theodor) Münchking (Mönking; Mönchking) († 1678), Jurist,
2. Anna Elisabetha Gogräve (* 1625/30; † vor 1648),
3. Küna (Kunigunde) Margareta Gogreve (1631–1663),[45]
⚭ 1652 Daniel vom Busch († nach 1663) aus Minden, schaumburgisch-lippischer Hofmedicus (Leibarzt), er ⚭ I. 1648 Anna Netlers (Neteler) (1615–1651),[A 11][46]
4. Anna Magdalena Gogräve (* 1632/37; † 1648/63), unverheiratet,
5. Beata Anna Gogräve (* 1633/38; † 1657/63),
⚭ 1654 Franz Otto Rathers (1622–1657) aus Goslar, kam 1634 nach Minden, Studium in Rinteln, 1648, 1651 in Wittenberg, Advokat in Minden.[47]

Simons Bruder Bernhard Gogräve (Hooggreve) (1600–1640) war gräflich limburg-styrumscher und bronckhorstischer Hofmeister und Amtmann, Kammersekretär und Rat, verheiratet seit 1631 mit Adelheid Terville (1607–1671) aus Zutphen.

## Werke
- Conclusiones Iuridicae Ex Utilissimis Pandectarum Materiis Depromptae, Quas … Decreto … Amplissimi ICtorum Ordinis Celeberrimae Academiae Giessenae, Pro Doctoralibus In Utroque Iure Honoribus Et Privilegiis consequendis Publicae disquisitioni subiicit In Collegio ICtorum ad diem II. Martii Simon Gogreve Mindanus-Westphalus. Kaspar Chemlinus, Gießen 1618
- Discursus academicus de quaestione illa ardua theologico-politica, an exercitium religionis contra superiorem, illud vi impedientem, armis defendi iure possit. Nikolaus Hampel, Gießen 1620 (Google-Books)
- (Gratulationsgedicht) Ut patri in legum vix cognotione secundus: …. In: Disputatio Iuridica De Moratoriis dilationib. Vulgo: Quinquenellen und Anstandsbriefen. Quam … Sub Praesidio … Dn. Helfrici Ulrici Hunnii … In Collegio ICtorum ad diem Augusti, publice examinandam proponit Guilielmus Antonii, Marpurg. Hassus. Kaspar Chemlinus, Gießen 1620,[A 13] S. 66 (Digitalisat der Bayerischen Staatsbibliothek München), (Google-Books)
- (Gratulationsgedicht) Praestantissimo et Erudißimo, Dn. Justus von Dransfeldt. In: Conclusiones Iuridicae Theorico-Practicae De Testibus. Quas … Sub Praesidio … Dn. Johannis Kitzelii … Disquisitioni publicae exhibet Jobst von Dransfeldt Götting-S. Ad diem XI. Septembr. Anno 1620. Lucius, Gießen 1620,[A 14] S. 53 (Digitalisat der Niedersächsischen Staats- und Universitätsbibliothek Göttingen)
- (Beiträger zu:) Epicedia in obitum quidem præmaturum et luctuosissimum … dn. Johannis Pfeilen Mindani … Giessæ Cattorum VI. calend. Maii violenta morte extincti Anno VIVo & DeMorIor SanCte IehoVa tIbI scripta à dominis profess. popularibus & amicis. Kaspar Chemlinus, Gießen 1620[A 15][49]